# Iwan Jełagin (1725–1794)
Iwan Pierfiljewicz Jełagin (ros. Иван Перфильевич Елагин), (ur. 11 grudnia 1725, zm. 3 października 1794) – rosyjski poeta, historyk i polityk.
W 1758 jako stronnik Aleksego Piotrowicza Bestużewa-Riumina i zaufany Stanisława Poniatowskiego został zesłany do guberni kazańskiej. Przywrócony do łask po wstąpieniu na tron Katarzyny II, mianowany oberhofmeistrem - dyrektorem teatrów dworskich. W 1766 został kawalerem Orderu Świętego Stanisława.
W latach 1766–1779 zajmował się rosyjskimi teatrami. Był wybitnym wolnomularzem rosyjskim. Został pierwszym Wielkim Mistrzem loży rosyjskiej systemu angielskiego. Adept nauk Alessandro di Cagliostro. W 1777 był zwolennikiem wprowadzania systemu szwedzkiego w rosyjskim wolnomularstwie.